# Longjumeau
Longjumeau  [lɔ̃ʒymo] je francouzské město v departementu Essonne v regionu Île-de-France.

## Poloha
Longjumeau se nachází asi 80 km jihozápadně od Paříže. Obklopují jej obce Chilly-Mazarin na severu, Morangis na severovýchodě, Savigny-sur-Orge na východě, Épinay-sur-Orge na jihovýchodě, Ballainvilliers na jihu a jihozápadě, Saulx-les-Chartreux na západě a Champlan na severozápadě.

## Pamětihodnosti
- Pont des Templiers (Templářský most) – románský most ze 13. století
- Kostel sv. Martina ze 13. a 14. století
- Palác Hôtel du Dauphin ze 16. století, zámek Nativelle a zámek z 18. století

## Vývoj počtu obyvatel
Počet obyvatel

## Partnerská města
- Bamba, Mali
- Bretten, Německo
- Condeixa-a-Nova, Portugalsko
- Pontypool, Spojené království